# Municipio de Ixtlán
El municipio de Ixtlán es uno de los 113 municipios en que se divide el estado mexicano de Michoacán. Su cabecera es la localidad de Ixtlán de los Hervores.

## Toponimia
El nombre Ixtlán proviene de la expresión chichimeca que equivale a ‘lugar donde abunda la fibra de maguey’, también conocida como ixtle nombre que a su vez tiene raíz náhuatl (filamento del maguey) y cuya grafía puede haber sido ichtli.

## Geografía
El municipio de Ixtlán se encuentra localizado al noroeste del territorio estatal. Limita al norte con los municipios de Vista Hermosa y Tanhuato; al este con el municipio de Ecuandureo; al sureste con el municipio de Zamora; al sur con el municipio de Zamora; y al oeste con el municipio de Pajacuarán. Ocupa una superficie aproximada de 124 km².
La ciudad de Ixtlán de los Hervores, cabecera del municipio, se encuentra aproximadamente en la ubicación 20°9′50″N 102°23′13″O / 20.16389, -102.38694, a una altitud de 1534 m s. n. m.Según la clasificación climática de Köppen el clima corresponde a la categoría Cwa (subtropical subhúmedo con invierno seco y verano cálido). La temperatura a lo largo del año generalmente varía entre 7 °C y 32 °C.
Pertenece a la Ciénega de Chapala,a la Región 1. Lerma-Chapala y al Bajío zamorano.

## Demografía
La población total del municipio de Ixtlán es de 14 302 habitantes, lo que representa un crecimiento promedio de 0.53 % anual en el período 2010-2020 sobre la base de los 13 584 habitantes registrados en el censo anterior. Al año 2020 la densidad del municipio era de 115,4 hab/km².
| Gráfica de evolución demográfica de Municipio de Ixtlán entre 2000 y 2020 |
|                                                                           |
| Fuente: Instituto Nacional de Estadística Geografía e Informática         |

En el año 2010 estaba clasificado como un municipio de grado bajo de vulnerabilidad social, con el 9.86 % de su población en estado de pobreza extrema.
La población del municipio está mayoritariamente alfabetizada (14.12 % de personas mayores de 15 años analfabetas al año 2010) con un grado de escolarización en torno de los 5 años. Solo el 0.45 % de la población se reconoce como indígena.

### Localidades
En el censo de 2020 el municipio de Ixtlán contaba con 17 localidades.
| Código INEGI    | Localidad              | Población (2020) |
| --------------- | ---------------------- | ---------------- |
| 160420001       | Ixtlán de los Hervores | 5 091            |
| 160420006       | La Plaza del Limón     | 1 939            |
| 160420011       | San Simón              | 1 565            |
| 160420005       | El Limón               | 929              |
| 160420004       | La Estanzuela          | 910              |
| 160420008       | El Valenciano          | 879              |
| 160420003       | El Colongo             | 826              |
| 160420010       | El Salitre             | 631              |
| 160420009       | Rincón del Mezquite    | 615              |
| 160420002       | Camucuato              | 542              |
| 160420007       | San Cristóbal          | 194              |
| 160420045       | Las Tinajas            | 167              |
| 160420023       | La Raya                | 6                |
| 160420031       | El Mellado             | 4                |
| 160420022       | El Agua Blanca         | 2                |
| 160420015       | La Laguna              | 1                |
| 160420040       | El Potrero del Pelillo | 1                |
| Total municipal | Total municipal        | 14 302           |